# Daubach
Daubach là một đô thị nằm ở phía nam Hunsrück và về phía bắc của Bad Sobernheim, thuộc huyện Bad Kreuznach trong bang Rheinland-Pfalz, Đức. Dân số Daubach cuối năm 2006 là 231 người.